# Kosta Hakman
Kosta Hakman, en serbe cyrillique Коста Хакман (né le 22 mai 1899 à Bosanska Krupa - mort le 9 décembre 1961 à Opatija), était un des plus grands peintres serbes de Bosnie-Herzégovine du XXe siècle.

## Biographie
Kosta Hakman avait un père qui descendait d'immigrants polonais et une mère serbe appartenant à une famille originaire de Sarajevo. Il fut baptisé dans la foi orthodoxe.
En 1914, Kosta Hakman fut arrêté par les Austro-Hongrois en tant que membre du mouvement de libération des Slaves du Sud « Jeune Bosnie ». En 1919, il termina ses études secondaires à Tuzla et étudia la peinture à Prague sous la direction du peintre croate Vlaho Bukovac, puis il poursuivit sa formation à Cracovie de 1921 à 1924. Sa première exposition individuelle fut organisée en 1925. Il séjourna à Paris en 1937 et obtint la médaille d'or de l'Exposition universelle. En 1938, il épousa Bosa Pavlović. Parmi ses nombreuses activités, il devint professeur à l'Académie des Arts visuels de Belgrade.
De 1941 à 1944, il fut interné au camp de concentration de Dortmund en tant que prisonnier de guerre.
En 1947, il se remaria avec Radmila Lozanić et reprit son métier de professeur à l'Académie des Arts visuels de Belgrade. Kosta Hakman prit sa retraite en 1958.

## Œuvres
Par son style, Kosta Hakman appartient au courant néo-impressionniste ; il a aussi subi l'influence de l'expressionnisme.
Parmi ses œuvres, on peut citer :
- Paysage couvert de neige, 1924, Collection commémorative Pavle Beljanski à Novi Sad
- Autoportrait au chapeau noir, 1924-1924, collection privée
- Paysage de Pologne, 1924, Musée d'art contemporain de Belgrade
- Village près d'une usine, 1924-1925, ibidem
- Une Rue à Paris, 1926, ibidem
- Autoportrait à l'acordéon, 1926, collection privée
- Un Pont à Paris, 1926, Collection de Draginja et Voja Terzić à Banja Luka
- Une Rue à Paris, 1928, Musée d'art contemporain de Belgrade
- Le Pont neuf, 1928, ibidem
- Autoportrait, 1928, ibidem
- La rue Skardska, 1928, aquarelle, collection privée
- La Cathédrale de Meaux, 1929, collection privée, Belgrade
- Nature morte au chou, 1930, Musée d'art contemporain de Belgrade
- Les Chardons, 1934, ibidem
- Autoportrait, 1934, aquarelle, ibidem
- Nature morte à la cafetière turque, 1936, ibidem
- La Fenêtre, 1936, ibidem
- « Faubourgs de Belgrade »(Archive.org • Wikiwix • Archive.is • Google • Que faire ?), 1937, Musée national de Belgrade)
- Nature morte, 1938, aquarelle, collection privée
- Portrait de Ivo Andrić, vers 1950, Galerie du portrait yougoslave à Tuzla
- Pont à Belgrade, 1950, collection privée
- Milica, vers 1953, collection privée
- La Femme de l'artiste, 1955, collection privée
- Autoportrait, vers 1955, Musée de l'est de la Bosnie à Tuzla
- Les Tournesols, vers 1955, aquarelle, collection privée
- Autoportrait, 1957, Galerie d'art de Bosnie-Herzégovine, Sarajevo
- Intérieur au violon, 1961, collection privée
- Paysage, aquarelle, collection privée